# Оскар (кинопремия, 1931)
4-я церемония награждения кинопремии «Оскар» прошла 10 ноября 1931 года в «Отеле Балтимор» в Лос-Анджелесе в присутствии 1 800 гостей. Премия получила поддержку на государственном уровне. Из Вашингтона для участия в церемонии с личным посланием президента США Гувера прибыл вице-президент Чарльз Кёртис.
В этот год были учреждены три новые номинации: две — за сценарии и одна — за технические достижения. Это была первая церемония, на которой вручались статуэтки, изготовленные из оловянно-свинцового сплава «британиума». Раньше они были позолоченными из бронзы.
Лауреатом в номинации «Лучший фильм» стала кинокартина в стиле вестерн режиссёра Уэсли Рагглза «Симаррон», в тот вечер получившая  три статуэтки (за лучший фильм, лучший сценарий-адаптацию и лучшую работу художника-постановщика). Премию за лучшую мужскую роль получил Лайонел Берримор, за лучшую женскую роль — Мари Дресслер.

## Победители и номинанты
Список кинокартин, получивших несколько номинаций:
- 7: «Симаррон»
- 4: «Марокко», «Скиппи»
- 3: «Вольная душа», «Первая полоса»
- 2: «Отпуск», «Свенгали»

Список кинокартин, получивших несколько наград:
- 3: «Симаррон»

 Победители выделены отдельным цветом. 
| Категории                            | Лауреаты и номинанты                                                              |
| ------------------------------------ | --------------------------------------------------------------------------------- |
| Лучший фильм                         | «Симаррон»/Cimarron — RKO Radio                                                   |
| Лучший фильм                         | «Ист Линн»/East Lynne — Fox                                                       |
| Лучший фильм                         | «Первая полоса»/The Front Page — United Artists                                   |
| Лучший фильм                         | «Торговец Хорн»/Trader Horn — Metro-Goldwyn-Mayer                                 |
| Лучший фильм                         | «Скиппи»/Skippy — Paramount Pictures                                              |
| Лучшая режиссёрская работа           | Норман Таурог — «Скиппи»/Skippy                                                   |
| Лучшая режиссёрская работа           | Кларенс Браун — «Вольная душа»/A Free Soul                                        |
| Лучшая режиссёрская работа           | Льюис Майлстоун — «Первая полоса»/The Front Page                                  |
| Лучшая режиссёрская работа           | Уэсли Рагглз — «Симаррон»/Cimarron                                                |
| Лучшая режиссёрская работа           | Йозеф фон Штернберг — «Марокко»/Morocco                                           |
| Лучшая мужская роль                  | Лайонел Берримор — «Вольная душа»/A Free Soul                                     |
| Лучшая мужская роль                  | Ричард Дикс — «Симаррон»/Cimarron                                                 |
| Лучшая мужская роль                  | Джеки Купер — «Скиппи»/Skippy                                                     |
| Лучшая мужская роль                  | Фредрик Марч — «Королевская семья Бродвея»/The Royal Family of Brodway            |
| Лучшая мужская роль                  | Адольф Менжу — «Первая полоса»/The Front Page                                     |
| Лучшая женская роль                  | Мари Дресслер — «Мин и Билл»/Min and Bill                                         |
| Лучшая женская роль                  | Айрин Данн — «Симаррон»/Cimarron                                                  |
| Лучшая женская роль                  | Марлен Дитрих — «Марокко»/Morocco                                                 |
| Лучшая женская роль                  | Энн Хардинг — «Отпуск»/Holiday                                                    |
| Лучшая женская роль                  | Норма Ширер — «Вольная душа»/A Free Soul                                          |
| Лучший сценарий                      | «Симаррон»/Cimarron — Ховард Эстабрук                                             |
| Лучший сценарий                      | «Маленький Цезарь»/Little Caesar — Фрэнсис Фараго, Роберт Н. Ли                   |
| Лучший сценарий                      | «Отпуск»/Holiday — Хорас Джексон                                                  |
| Лучший сценарий                      | «Скиппи»/Skippy — Джозеф Л. Манкевич, Сэм Минц                                    |
| Лучший сценарий                      | «Уголовный кодекс»/Criminal Code — Сетон Миллер, Фред Нибло-младший               |
| Лучший оригинальный сюжет            | «Утренний патруль»/The Dawn Patrol — Джон Монк Сондерс                            |
| Лучший оригинальный сюжет            | «Ворота в ад»/Doorway to Hell — Роуланд Браун                                     |
| Лучший оригинальный сюжет            | «Враг общества»/The Public Enemy — Кубек Глэзмон, Джон Брайт                      |
| Лучший оригинальный сюжет            | «Отступные деньги»/Smart Money — Люсьен Хаббард, Джоз Джексон                     |
| Лучший оригинальный сюжет            | «Смех»/Laughter — Джерри д’Аббади д’Арраст, Даглас З. Доути, Дональд Огден Стюарт |
| Лучшая операторская работа           | «Табу»/Tabu: A Story of the South Seas — Флойд Кросби                             |
| Лучшая операторская работа           | «Марокко»/Morocco — Ли Гармс                                                      |
| Лучшая операторская работа           | «Право любить»/The Right to Love — Чарльз Лэнг                                    |
| Лучшая операторская работа           | «Свенгали»/Svengali — Барни Макгилл                                               |
| Лучшая операторская работа           | «Симаррон»/Cimarron — Эдвард Кронджагер                                           |
| Лучшая работа художника-постановщика | «Симаррон»/Cimarron — Макс Ре                                                     |
| Лучшая работа художника-постановщика | «Вупи!»/Whoopee! — Ричард Дэй                                                     |
| Лучшая работа художника-постановщика | «Марокко»/Morocco — Ханс Драйер                                                   |
| Лучшая работа художника-постановщика | «Свенгали»/Svengali — Антон Грот                                                  |
| Лучшая работа художника-постановщика | «Только представьте»/Just Imagine — Стивен Гуссон, Ральф Хаммерас                 |
| Лучший звук                          | Paramount Publix Studio Sound Department                                          |
| Лучший звук                          | M-G-M Studio Sound Department                                                     |
| Лучший звук                          | RKO Radio Studio Sound Department                                                 |
| Лучший звук                          | Samuel Goldwyn-United Artists Studio Sound Department                             |

## Премия за научные и технические достижения
Награда I класса
- Electrical Research Products, Inc., RCA-Phototrone, Inc., RKO Radio Pictures, Inc.
- DuPONT Film Manufacturing Corp., Eastman Kodak Company

Награда II класса
- FOX Film Corp.

Награда III класса
- Electrical Research Products, Inc.
- RKO Radio Pictures, Inc.
- RCA-Phototrone, Inc.